# 維斯比主教座堂
維斯比主教座堂（瑞典語：Visby domkyrka）是位於瑞典城市維斯比的一座主教座堂。維斯比主教座堂是瑞典信義會維斯比教區的主教座堂。維斯比主教座堂最早由德國商人贊助修建。現在維斯比主教座堂是哥特蘭地區主要的觀光景點。